# دوندوکسان
دوندوکسان (به لاتین: Dundeoksan) یک کوه در کره جنوبی است که در Gyeongsangbuk-do, South Korea واقع شده‌است. دوندوکسان ۹۶۹ متر بالاتر از سطح دریا واقع شده‌است.